# Gisèle Lagacé
Gisèle Lagacé, née en 1970 dans le Nouveau-Brunswick (Canada), est une scénariste et dessinatrice de bande dessinée prépubliant son travail en ligne.

## Œuvre
En 2000, elle écrit et illustre Cool Cat Studio, un web-comic devenu rapidement populaire qui remportera en 2001 le Webcartoonist's Choice Award for Best Art et qui lui vaudra en 2002 de remporter le Prix Kimberly Yale du meilleur nouveau talent féminin. Interrompu fin de 2001, la série sera reprise en 2007 avec l'aide du scénariste T Campell pour être conclue en 2008.
En 2004, elle coécrit et illustre avec le scénariste T Campell la série Penny and Aggie racontant la rivalité de deux jeunes filles et de leurs amis respectifs. En nomination en 2007 au Webcartoonist's Choice Award for Outstanding Romantic Comic, elle l'illustrera jusqu'en 2009 (tome 4) où elle passera la main à son assistant Jason Waltrip.
En 2008, elle crée avec le scénariste Dave Zero la série de strip Ménage à 3 racontant l'histoire de Gary, un montréalais trentenaire, et de ses amis. Elle est également en nomination pour le Joe Shuster Award for Outstanding Webcomics Creator.
En 2009, elle crée  avec le scénariste Dave Zero la série Eerie Cuties racontant l'histoire de monstres lycéens.